# Isländische Badmintonmeisterschaft 1954
Die Isländische Badmintonmeisterschaft 1954 fand in Reykjavík statt. Es war die sechste Auflage der nationalen Titelkämpfe von Island im Badminton.

## Titelträger
| Disziplin    | Sieger                                    |
| ------------ | ----------------------------------------- |
| Herreneinzel | Wagner Walbom                             |
| Dameneinzel  | Ebba Lárusdóttir                          |
| Herrendoppel | Einar Jónsson Wagner Walbom               |
| Damendoppel  | Ebba Lárusdóttir Ingveldur Sigurðardóttir |
| Mixed        | Wagner Walbom Unnur Briem                 |